# Коссой, Авраам Иосифович
Авраам Иосифович Коссой (1900 - ?) — сотрудник советских органов государственной безопасности, начальник секретариата НКГБ-МВД СССР, полковник (1944).

## Биография
Член коммунистической партии с 1917. С 1937 в НКВД СССР. В 1939 научный сотрудник 1-го спецотдела НКВД СССР. С мая 1943 начальник секретариата НКГБ-МГБ СССР. С 1949 в Комитете информации при МИД СССР. В 1951 уволен из разведки. Занимался научной работой, кандидат экономических наук. Автор книг и статей по политэкономии, изданных в 1950-е - 1970-е. 

### Звания
- Подполковник;
- Полковник (29 января 1944).

### Награды
- Медаль «За победу над Германией в Великой Отечественной войне 1941—1945 гг.»;
- Юбилейная медаль «30 лет Советской Армии и Флота».